# Bockholm (Brändö, Åland)
Bockholm är en ö i Brändö kommun på Åland (Finland). Den ligger cirka 70 km nordost om huvudstaden Mariehamn.
Bockholm sitter ihop med Ramsö och Krakholm i öster och har vägförbindelse med Bodholm och Korsö i sydöst och med Immerholm och Fiskö i nordväst. I sydväst ligger holmarna Nällskär, Väderskär, Högskär och Påpskär.
Terrängen på Bockholm är platt och består av omväxlande hällmarksskog och lövskog. På den södra delen av Bockholm finns två fritidsfastigheter.